# Szaróweczka (przystanek kolejowy)
Szaróweczka (ukr. Шаровечка) – przystanek kolejowy na granicy miejscowości Szaróweczka i Chmielnicki, w rejonie chmielnickim, w obwodzie chmielnickim, na Ukrainie. Położony jest na linii Chmielnicki – Kamieniec Podolski – Kelmieńce.